# Euonymus melananthus
Euonymus melananthus là một loài thực vật có hoa trong họ Dây gối. Loài này được Franch. & Sav. mô tả khoa học đầu tiên năm 1878.